# Улица Омельяна Прицака
Улица Омельяна Прицака (до 2022 года — У́лица Акаде́мика Кржижано́вского) (укр. ву́лиця Омеляна Пріцака) — улица в Святошинском районе города Киева, местности Академгородок. Пролегает от бульвара Академика Вернадского до улицы Василия Степанченко.
Нет примыкающих улиц.

## История
Новая улица возникла в 1950-е годы.
13 октября 1959 года Новая улица (по границе территории будущего института автоматики) в Октябрьском районе была переименована на улицу Академика Кржижановского — в честь советского государственного и партийного деятеля, учёного-энергетика, академика Глеб Максимилианович Кржижановского, согласно Решению исполнительного комитета Киевского городского Совета депутатов трудящихся № 1710.
В процессе дерусификации городских объектов, 8 сентября 2022 года улица получила современное название — в честь украинско-американского историка-востоковеда Омельяна Иосифовича Прицака.

## Застройка
Улица пролегает в северо-восточном направлении параллельно улице Максима Железняка. Улица занята нежилой застройкой. 
Учреждения:
1. дом № 1 — Физико-технологический институт металлов и сплавов НАН Украины
2. дом № 3 — Институт проблем материаловедения имени И. Н. Францевича НАН Украины
3. дом № 4 — предприятие «Микроприбор»